# Досо Доси
Досо Доси, право име Ђовани ди Николо де Лутери (око 1489–1542) био је италијански ренесансни сликар који је припадао школи у Ферари, сликајући у стилу углавном под утицајем венецијанског сликарства, посебно Ђорђонеа и раног Тицијан. Био је главни представник ферарске школе XVI вијека.
Од 1514. до своје смрти био је дворски уметник војвода Есте од Фераре и Модене. Често је радио са својим млађим братом Батистом Досијем, који је радио под утицајем Рафаела. Насликао је многе митолошке композиције и алегорије са прилично сањарским атмосферама и често упадљивим нескладима у бојама. Његови портрети такође често приказују прилично необичне позе.

## Биографија
Доси је рођен у Сан Ђовани дел Досо, селу у провинцији Мантова. Његово рано школовање и живот нису добро документовани; његов отац, пореклом из Трента, био је стипендиста за војводе од Фераре.  Сматра се да је похађао обуку код Лоренца Косте или у Мантови, где је познато да је био 1512. До 1514. започео је три деценије службе за војводе Алфонса I и Ерколе II д'Естеа, постајући главни дворски уметник.
Досо је често радио са својим братом Батистом Досијем, који је стварао у римској радионици Рафаела. Радови које је израдио за војводе укључивали су ефемерне украсе намештаја и позоришне гарнитуре.
Досо је први пут забележен 1512. године у Мантови, где је добио задатак да уради велику слику за палату Сан Себастијано. У то време мора да је већ био у Венецији и упио се у уметност Ђорђона, чији стил доминира у Досовим Нимфи и Сатиру. Можда је такође видео нека од раних Тицијанових дела. Радећи у Фиренци 1517. мора да је поново био под утицајем Тицијана, судећи по митолошким сценама које је сликао за свог заштитника Алфонса I од Фераре. У служби Алфонса, Досо је посетио Венецију и Мантову (1516–1919). Поред рада за свог покровитеља, добио је задатак да наслика Богородицу са дететом за катедралу у Модени (1518–21).
Иако догађај није подржан документарним доказима, вероватно је да је Досо отпутовао у Рим око 1520. године са својим братом Батистом . У Риму Досо се упознаје са делима Микеланђела, Ђулија Романа и Рафаела, чији је касни стил у великој мери утицао на њега. У каснијим Досовим делима постоји неземаљска светлост која пада на меланхоличне фигуре распоређене у романтичној земљи снова, као што се може видети у Митолошкој алегорији (око 1529–1532). Досо је био пријатељ великог ферарског песника Лудовика Ариоста. Досово најпознатије дело, Чаробница Кирка (око 1530), сматрано је готово илустрацијом Ариоста. После отприлике 1530. године, Досо је често сарађивао са својим братом Батистом, па је тешко знати који је сликар одговоран за које елементе њиховог заједничког рада. Заједно су радили у Пезару, Тренту и Ферари.

## Стваралаштво
Досо Доси је мање познат по свом натурализму или пажњи ка дизајну, а више по загонетним алегоријским приказима митолошких тема, омиљеној теми за хуманистички двор Ферарезе. Доси је користио ексцентричне дисторзије пропорција, које могу изгледати као карикатуралне или чак „примитивистичке“. Историчар уметности Сидни Џ. Фридберг види ову карактеристику као израз ренесансне естетике спрезатуре или уметничке ноншалантности. Доси је такође познат по атипичном избору светлих пигмента. Нека од његових дела, као што је Депозиција, имају блиставе квалитете који сугеришу на нека од Коређових дела. Већина његових радова садржи хришћанске и старогрчке теме и користи уље на платну као медиј.
Слика Енеја у Јелисејским пољима била је део Камерино д'Алабастра Алфонса I у замку Есте, украшена платнима која приказују еротске теме, укључујући Празник богова Ђованија Белинија и обожавање Венере Тицијана. Слике фриза су биле засноване на Енеиди; ова Досијева сцена је књига 6, редови 635–709, где Куманска Сибила води Енеја преко моста у Јелисејска поља. Орфеј са лиром лети у шуми; у позадини су сабласни коњи мртвих ратника.
У Херкулесу и Пигмејима, Херкул је заспао након што је победио Антеја, а на њега је наишла војска пигмеја величине палца, које је побеђивао. Он их скупља у својој лављој кожи. Слике које приказују моћног Херкула су обично прављене за тадашњег владара војводу Ерколеа II д'Естеа.
Недавно је „Портрет младића“ у Националној галерији Викторије, идентификован као портрет Лукреције Борџије аутора Доса Досија, који је раније сматран портретом непознатог младића непознатог сликара.
У Ферари, међу његовим ученицима су били Габријеле Капелини, Јакопо Паничијати и Ђовани Франческо Сурки.

### Изабрана дела
- Портрет Алфонса I  д'Естеа. ц. 1530, Галерија Естенсе, Модена
- Кирка и њени љубавници у пејзажу,у Националној галерији уметности, Вашингтон
- Енеја на Јелисејским пољима, (1518–1521, Национална галерија Канаде, Отава)
- Јављање Богородице светом Јовану Крститељу и Јовану Јеванђелисти (1520-те, Галерија Уфици, Фиренца)[6]
- Митолошка сцена,  1524; уље на платну, 164 × 145 цм, Ј. Паул Гети Музеј, Лос Анђелес [7]
- Алегорија музике, (1530-те, Мусео Хорне, Фиренца)
- Алегорија среће,  1530; уље на платну, 178 × 216,5 цм, Ј. Паул Гети Музеј, Лос Анђелес[8]
- Портрет жене, 1530–1535; уље на платну, Музеј Конде
- Успење Богородице и Светог Арханђела Михаила, ц.1533–34, Национална галерија Парма
- Три доба човека или Рустична идила; 77,5 × 11,8 цм,  Метрополитенски музеј уметности, Берберски институт, Бирмингем
- Херкулес и Пигмејци, Универзални музеј Јоанеум
- Вештица Стрегонериа (Херкулесов избор између порока и врлине) Галерија Уфици
- Свети Ђорђе и змај, Државна уметничка збирка Дрезден
- Портрет ратника, Галерија Уфици, Фиренца
- Портрет младића, Портрет Лукреције Борџије, Национална галерија Викторије[9]

## Галерија
- Митолошка сцена
- Јупитер, Меркур и Врлина
- Поклонство Краљу
- Лукреција Борџија, војвоткиња од Фераре
- Кирка и њени љубавници у пејзажу